# ホセ・アントニオ・アギーレ (ボクサー)
ホセ・アントニオ・アギーレ・バルテラス（José Antonio Aguirre Balderas、1975年7月5日 - ）は、メキシコの元プロボクサー。タバスコ州カルデナス出身。元WBC世界ミニマム級王者。

## 来歴
1995年2月15日、メキシコでプロデビュー。
1998年2月28日、メキシコシティのアレナ・コリセオでマルティン・アセベードとNABF北米ミニマム級王座決定戦を行い、2回TKO勝ちで王座獲得に成功、同王座は5度防衛した。
2000年2月11日、タイ・サムットサーコーン県のマハーチャイ・ビラ・アリーナでWBC世界ミニマム級王者ワンディー・シンワンチャーと対戦し、2-1（115-113、116-112、114-114）の判定勝ちで王座獲得に成功した。
2004年1月10日、後楽園ホールでイーグル赤倉（イーグル京和）と対戦し、0-3（107-120、108-119、110-117）の判定負けを喫し、8度目の防衛に失敗、王座から陥落した。尚、アギーレはこの試合前に交通事故に遭い、足を負傷していたという。
2005年3月11日、メキシコシティのレストラン・アロヨでエリック・オルティスとWBC世界ライトフライ級王座決定戦を行い、7回2分47秒TKO負けを喫し王座獲得に失敗、2階級制覇に失敗した。
2005年8月20日、パナマ共和国・パナマシティのフィガリ・コンベンション・センターでWBA世界ライトフライ級王者ロベルト・バスケスと対戦し、4回1分16秒TKO負けを喫し、またも2階級制覇に失敗した。
2006年2月18日、アメリカ合衆国・ネバダ州・ラスベガスのアラジンでWBC世界ライトフライ級王者ブライアン・ビロリアと対戦し、0-3の判定負けを喫し、みたび2階級制覇に失敗した。
2006年8月4日、バハ・カリフォルニア州・ティフアナのパレンケ・デル・ヒポドロモで行われたWBAフェデカリブライトフライ級王座決定戦でフランシスコ・ソトと対戦し、2-1の判定勝ちを収め、王座を獲得した。
2007年5月19日、ハリスコ州・グアダラハラのアウディトリオ・ベニート・フアレスでIBF世界ライトフライ級王者ウリセス・ソリスと対戦し、9回0分30秒TKO負けを喫し、よたび2階級制覇に失敗した。
2011年2月26日、ユカタン州・メリダのポリフォルム・サムナでWBC世界ライトフライ級王者ヒルベルト・ケブ・バースと対戦し、9回10秒棄権で王座獲得に失敗、2階級制覇失敗も5度目を数え、試合後アギーレは引退を表明した。

## 獲得タイトル
- WBC世界ミニマム級王座